# Greg Finley
Greg Finley (Los Angeles, 8 mei 1947) is een Amerikaanse acteur, scenarioschrijver en stemacteur.

## Biografie
Finley is een zoon van de vroegere Los Angeles radio en tv personaliteit Larry Finley en is een neef van Rod Serling. Finley heeft gestudeerd op het Beverly Hills High School, en hierna ging hij in dienst bij het Amerikaanse leger en schopte het tot kapitein en bracht achttien maanden door in de vietnamoorlog bij de speciale eenheden. Toen hij terugkwam in Amerika trouwde hij met een weduwe met vier dochters en ging werken als autoverkoper in Noord-Californië. Twee jaar later werd hun zoon geboren. Nadat hun huwelijk stuk liep verhuisde hij terug naar Zuid-Californië en ging achter zijn droom aan om acteur te worden.
Finley begon in 1975 met acteren in de televisieserie Kolchak: The Night Stalker, hierna heeft hij nog meerdere rollen gespeeld in televisieseries en films, zoals CHiPs (1980-1981), Falcon Crest (1982), Knight Rider (1982-1985), Knots Landing (1985-1986), Casual Sex? (1988), The Crow (1994) en Garfield's Pet Force (2009).
Finley is ook actief als scenarioschrijver, in 1985 heeft hij de televisiefilm Codename: Robotech en de televisieserie Robotech geschreven.

## Filmografie

### Films
Uitgezonderd korte films.
- 2016 The Listener - als mr. Bulky
- 1991 Defending Your Life – als gebruikte auto verkoper
- 1987 The Wild Pair – als sergeant Peterson
- 1987 Evil Town – als Wally
- 1987 Bates Motel – als advocaat
- 1986 The B.R.A.T. Patrol – als Joe
- 1986 Robotech: The Movie – als Leonard
- 1986 Dangerously Close – als Morelli
- 1986 Murphy's Law – als sergeant
- 1986 Outrage! – als rechtbank medewerker
- 1986 Dikiy veter – als majoor-generaal Charles Rainey
- 1986 Robotech II: The Sentinels – als Leonard (stem)
- 1985 Starchaser: The Legend of Orin – als ??
- 1985 Command 5 – als kolonel Henderson
- 1985 Codename: Robotech – als Henry Gloval
- 1984 Gone Are the Days – als boswachter
- 1982 The First Time – als ober
- 1982 The Concrete Jungle – als rechercheur Parelli
- 1982 The Sword and the Sorcerer – als Rumbolt
- 1981 Pennies from Heaven – als geld teller
- 1981 Carbon Copy – als beveiligingsagent
- 1981 Kyofu densetsu: Kaiki! Furankenshutain – als dr. Victor Frankenstein
- 1976 The First Nudie Musical – als Jimmy

### Stemacteur
- 2012 The Reef 2: High Tide - film
- 2009 Garfield's Pet Force – film
- 2009 12 Rounds – film
- 2007 Expired – film
- 2002 Lilo & Stitch – animatiefilm
- 2001 Final Fantasy X – computerspel
- 2001 Final Fantasy: The Spirits Within – animatiefilm
- 2000 Dinosaur – animatiefilm
- 1999 Planescape: Torment – computerspel
- 1994 The Crow – film
- 1993 Mr. Nanny – film
- 1993 Doppelganger – film
- 1992 Bébé's Kids – film
- 1991 Motorama – film
- 1990 White Palace – film
- 1990 Men at Work – film
- 1990 Ghost Dad – film
- 1989 Gross Anatomy – film
- 1989 The Fabulous Baker Boys – film
- 1988 Oliver & Co. – animatiefilm
- 1988 Casual Sex? – film